# Graphogaster brunnescens
Graphogaster brunnescens là một loài ruồi trong họ Tachinidae.